# Bogdan A70522
Bogdan/Ursus A70522 – autobus miejski o napędzie hybrydowym skonstruowany przez ukraińskie zakłady Bogdan i montowany m.in. w zakładach Ursus.